# Неборовский дворец

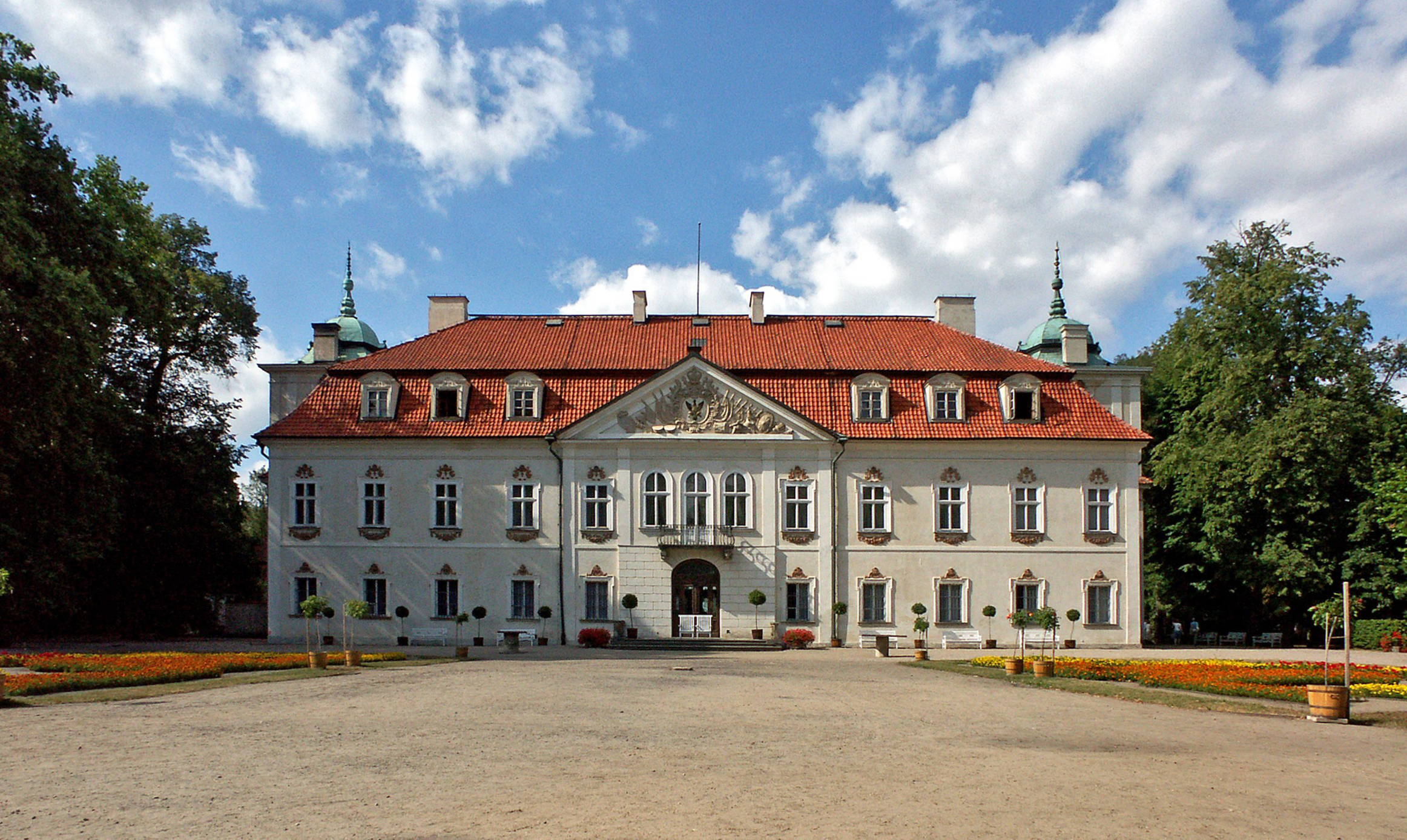
Общий вид дворца Радзивиллов

Неборовский или Неборувский дворец (пол. Pałac w Nieborowie) — барочная резиденция князя Михаила Иеронима Радзивилла (1744-1831) и его жены Елены (1753-1821) в местечке Неборов, в 14 км к востоку от Ловича. Один из филиалов Национального музея в Варшаве.
Родовое имение шляхтичей Неборовских было выкуплено у них в 1694 году кардиналом Радзеевским, который нанял Тильмана ван Гамерена для возведения собственной загородной резиденции. В 1723 г. имение купил князь А. Я. Любомирский, затем в продолжение XVIII века Неборов ещё несколько раз сменил хозяев, пока в 1766 г. не перешёл во владение великого гетмана литовского М. К. Огинского, привнёсшего в оформление интерьеров стиль рококо.
«Золотой век» Неборова приходится на последнюю четверть XVIII века, когда имение украшают портретами, гравюрами, старопечатными изданиями и раритетной мебелью племянница Огинского, княгиня Елена Радзивилл, и её муж Михаил Иероним. При них же в 1784 г. Ш. Б. Цуг обустраивает регулярный парк и переоформляет интерьеры в стиле раннего классицизма. 

По образу и подобию Пулавского имения Чарторыйских княгиня Радзивилл разбила рядом с Неборовым романтический английский парк с каскадом прудов и храмиками в античном стиле, получивший название «Аркадия». Посетившая его в 1795 году Софья Потоцкая создала аналог у себя в Умани — он называется «Софиевка». 

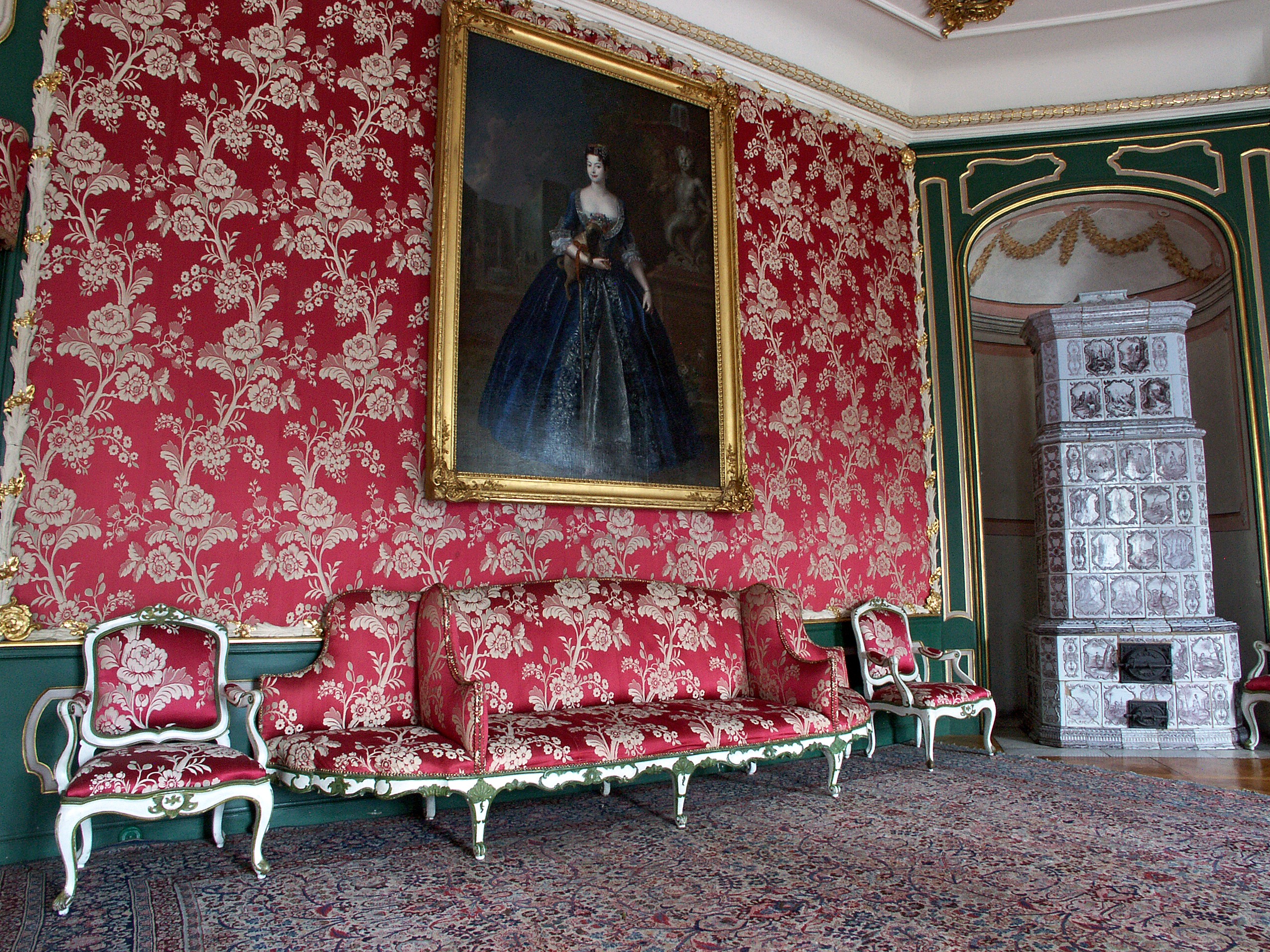
Одна из комнат дворца М. И. Радзивилла

В середине XIX века наследники Радзивиллов вели друг с другом судебные баталии по поводу раздела фамильного имущества. Князь Сигизмунд, промотав состояние, распродал всю обстановку. В 1903 г. Неборов купил у родственников олыцкий ординат Я. Ф. Радзивилл (1880—1967), впоследствии влиятельный член правительства Пилсудского. В 1920-е гг. он обновил ряд интерьеров и надстроил мансардный этаж. При нём Неборов стал средоточием польской политической жизни.
В 1945 г. в национализированной резиденции Радзивиллов открылся общедоступный музей. Помимо собственно дворца и парка, интерес представляют мебельная и майоликовая мануфактуры конца XIX века.